# Jaramijó (kanton)
Jaramijó – kanton w prowincji Manabí, w Ekwadorze. Stolicą kantonu jest Jaramijó.